# X-Men: Es geht weiter
X-Men: Es geht weiter (englischer Originaltitel: X-Men: Evolution) ist eine US-amerikanische Zeichentrickserie, die auf den Comic-Abenteuer der X-Men des Verlages Marvel basieren. Nach X-Men (1992–1997) war es die zweite Cartoonserie mit den X-Men. Sie besteht aus vier Staffeln mit insgesamt 52 Episoden und wurde vom 4. November 2000 bis zum 25. Oktober 2003 beim Sender The WB ausgestrahlt. In Deutschland lief sie erstmals ab dem 3. September 2005 bei Kabel eins.

## Handlung
In dieser Serie sind ein großer Teil der X-Men Teenager, die unter der Mentorenschaft von Professor Charles Xavier (Professor X) in die Midtown High School der Stadt Bayville gehen. Sowohl innerhalb und außerhalb des Schulhofes müssen sie sich den Attacken der Bruderschaft der Mutanten unter Direktor Raven Darkholme (Mystique) erwehren, die auf dieselbe Schule gehen. Die erste Staffel endet mit dem Kampf der X-Men gegen ihren Erzfeind Magneto. In der zweiten Staffel kämpfen die X-Men einen Zweifrontenkrieg, sowohl gegen Magnetos neue Terrorgruppe, die Akolyten, als auch gegen die riesigen Sentinel-Kampfroboter des finsteren Bolivar Trask. Die dritte Staffel beschreibt den Aufstieg des bösen Urmutanten Apocalypse, der in der vierten Staffel besiegt wird.
Die X-Men bestehen im Wesentlichen aus den Teenagern Cyclops, Jean Grey, Shadowcat, Spyke und Nightcrawler, bis im Laufe der Serie Rogue hinzukommt und Spyke dafür geht, und den Erwachsenen Professor X, Wolverine, Storm und Beast. Später werden sie durch jüngere Mutanten wie Iceman, Magma, Berzerker, Multiple und Moonstar ergänzt. Die Bruderschaft setzt sich anfangs aus den Jugendlichen Blob, Toad, Avalanche, Quicksilver und Boomboom zusammen, die von der erwachsenen Direktorin Mystique geleitet werden. Als weitere Feinde kommen im Laufe der Serie der Superschurke Magneto sowie die Akolyten Gambit, Colossus, Pyro und Sabretooth hinzu, später Quicksilvers Schwester Scarlet Witch, und am Ende kommt der böse Urmutant Apocalypse.
In der dritten Staffel wurde der Charakter X-23 eingeführt, die geklonte Tochter von Wolverine. X-23 wurde so positiv aufgenommen, dass sie in das Marvel-Comicuniversum eingeführt wurde, und 2017 ein Hauptcharakter im Film Logan – The Wolverine war.

## Hintergrund

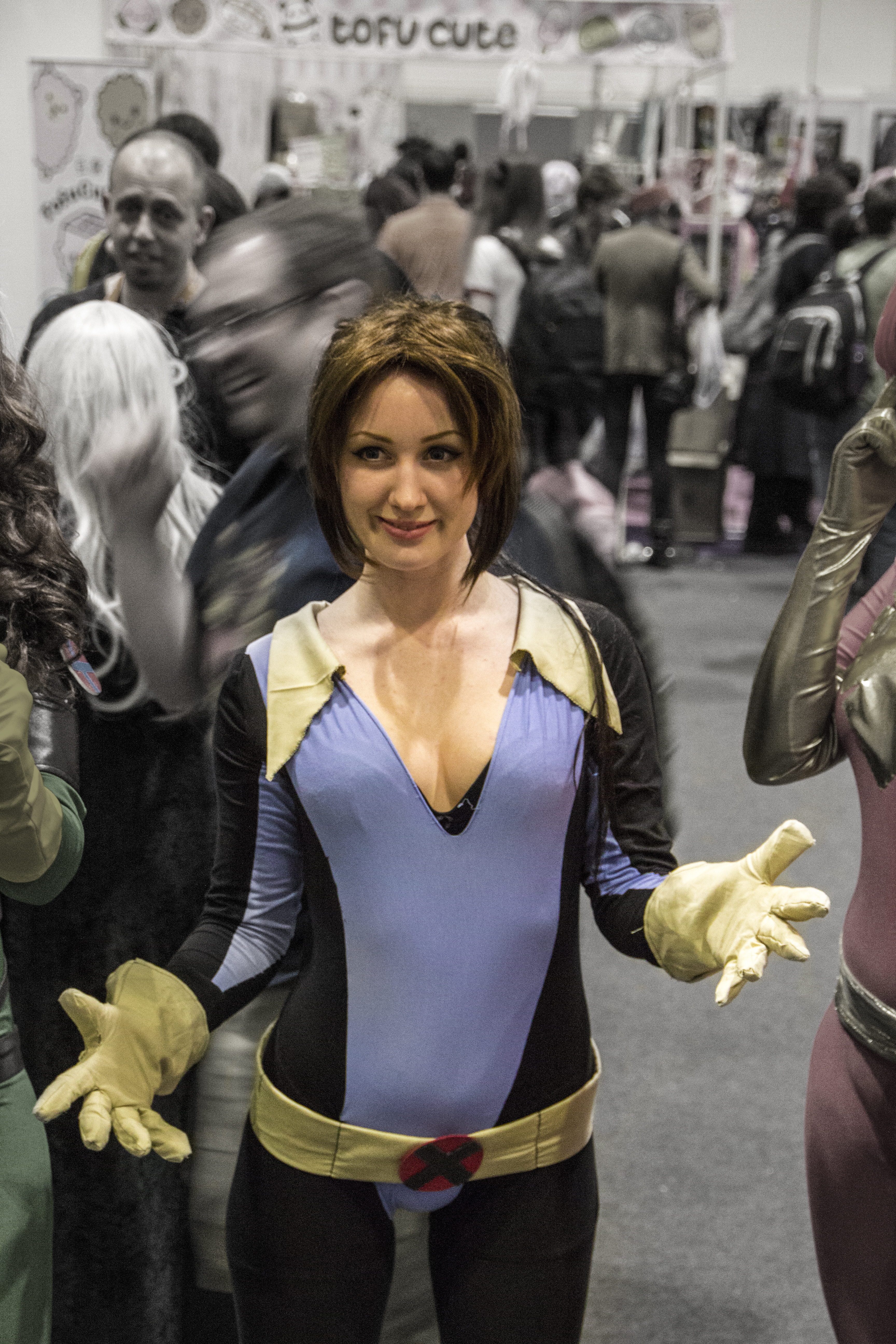
Cosplayer als Shadowcat im typischen schwarzblauen Kostüm, bekannt aus X-Men: Es geht weiter

Der für das Charakterdesign zuständige Steven Gordon war maßgeblich an den schwarzbunten X-Men-Kostümen beteiligt, in denen die jeweiligen X-Men die Grundfarbe schwarz trugen, aber je nach Figur eine andere Sekundärfarbe aufwiesen (z. B. gold für Cyclops, grün für Jean Grey, blau für Shadowcat, rot für Nightcrawler etc.). Zudem wurde Rogue betont Goth-mäßig entworfen. Gordon beschrieb, dass er mit den Kostümen der ersten Saison nicht immer zufrieden war, dafür aber in der zweiten Saison „besonders mit dem Goth-Looks von Rogue und Scarlet Witch“ zufrieden war. Als Lieblingscharaktere der Serie nannte er Nightcrawler, Rogue und Boomboom, da sie ihm sowohl von der Persönlichkeit als auch von der Animation her viel Spaß machten. Abschließend meinte er, dass er die Serie genoss, da es „mehr war als eine Actionserie von Leuten in Spandex, die sich anbrüllen und alle paar Minuten bekämpfen, obwohl wir es nicht immer schafften, völlig in ihr Gefühlsleben einzutauchen.“

## Rezeption
„Die Serie zieht bewusste Parallelen zwischen Pubertät und erwachenden Superkräften. Die älteren X-Men wie Professor X, Wolverine und Storm helfen hierbei als Vater- und Mutterfiguren, aber leider eher nur im Kampf als im Alltag. Leider sind die guten X-Men stereotyp gut aussehend und beliebt, während die bösen Bruderschaft-Mutanten stereotyp hässliche Aussenseiter sind. Die Serie ist leider eine Aneinanderreihung von verpassten Chancen.“

„Eine Episode [der Serie] ist, als würde man Zuckerwatte essen: Man fühlt sich einige Momente lang beschwingt, was aber schnell abklingt und einen auf Dauer eher müde macht. Die Serie will es allen Recht machen und wirkt deswegen verkrampft. Die detailreichen Kämpfe machen aber Spaß, aber auf Dauer fühlen sich die Figuren steif und leblos an: 6 von 10 Punkten.“